# Domingo Ortiz de Rozas
Domingo Ortiz de Rozas, Conde de Poblaciones (* 21. November 1683 in Rozas, Asturien, Spanien; † 28. Juni 1756 auf See vor Kap Hoorn) war ein spanischer Offizier und Kolonialverwalter, der als Gouverneur am Río de la Plata (1741–1746) und in Chile (1746–1755) amtierte.

## Leben

### Herkunft und Jugend
Ortiz wurde als Sohn von Urbano Ortiz de Rozas und seiner Frau Isabel García de Villasuso geboren. Er heiratete Ana Felipa Ruiz de Bribiesca (auch: Briviesca) aus Cádiz, mit der er drei Söhne und eine Tochter hatte. Seine Frau starb 1778.
In jungen Jahren trat er in den Dienst der spanischen Krone und focht im Spanischen Erbfolgekrieg in Italien und Nordafrika. 1737 wurde er in als Ritter in den Orden von Santiago aufgenommen. Er stieg in der Armee bis zum Rang eines Feldmarschalls auf. 1747 wurde er zum Conde de Poblaciones erhoben.

### Amtszeit als Gouverneur in Buenos Aires
Am 24. Mai 1745 ernannte ihn König Philipp V. zum Generalkapitän der Provinz Río de la Plata im Vizekönigreich Peru, und er nahm Residenz in Buenos Aires, wo er am 25. März 1746 seine Amtsgeschäfte aufnahm. (Nach anderen Quellen soll dies bereits am 21. Juni 1742 geschehen sein.) Während seiner Amtszeit überwachte er den Handel mit der Provinz Sacramento und trieb die Befestigungsarbeiten in Montevideo voran.

### Amtszeit als Gouverneur in Chile
Mit königlicher Urkunde vom 24. Mai 1745 wurde er zum Gouverneur von Chile ernannt, wo er am 25. März 1746 sein Amt antrat.
Er hielt mit der indigenen Mapuche-Bevölkerung ein Parlamento ab, in dem die Indianer zusicherten, keine Raubzüge mehr jenseits des Andenhauptkammes zu unternehmen.
In seine Amtszeit fiel 1747 die Genehmigung und formelle Gründung der Real Universidad de San Felipe und die Ernennung von deren erstem Rektor, Tomás de Azúa. Der Lehrbetrieb wurde allerdings erst zehn Jahre später aufgenommen.
1749 wurde auf den Juan-Fernández-Inseln eine Gefängnisinsel errichtet. Hier sollten in späteren Jahren zahlreiche Unabhängigkeitskämpfer nach der Niederlage in der Schlacht von Rancagua in Verbannung leben.
Ortiz ließ in Santiago de Chile den Hochwasserschutz am Río Mapocho bis 1751 neu aufbauen, nachdem es 1748 zu verheerenden Überschwemmungen gekommen war, als der Fluss über seine Ufer getreten war. Ferner fielen in seine Amtszeit einige Stadtgründungen im Süden des Landes: 1749 Quirihue, 1750 Casablanca und 1751 Coelemu und Florida. 1754 folgte weiter nördlich La Ligua.
Als 1751 ein schweres Erdbeben die Stadt Concepción weitgehend zerstörte, ließ er sie an einem neuen Ort wieder errichten. Das rief den heftigen Widerstand des Bischofs José de Toro y Zambrano (1674–1760) hervor. Der Fall wurde letzten Endes von König Ferdinand VI. zugunsten Ortiz’ entschieden.
Mit Urkunde vom 17. September 1754 nahm König Ferdinand den Rücktritt des 71-Jährigen an und ernannte Manuel d’Amat i de Junyent zu seinem Nachfolger.
Auf der Rückfahrt nach Europa ging Ortiz auf der Höhe von Kap Hoorn am 28. Juni 1756 während eines Wintersturms über Bord und ertrank.